# تشارلز شو (صحفي)
تشارلز شو (بالإنجليزية: Charles Shaw)‏ هو صحفي أمريكي، ولد في 25 يونيو 1911، وتوفي في 14 ديسمبر 1987.